# 佐賀テレメッセージ
佐賀テレメッセージ（さがテレメッセージ）は、かつて佐賀県全域において無線呼び出し（ポケットベル）事業を展開していた電気通信事業者。

## 年表
- 1987年
  - 5月 - 設立[1]
  - 9月25日 第一種通信事業許可[2]
- 1988年3月1日 - 開業[2][3]
- 1995年
  - 1月17日 - 営業所を中央本町の朝日生命佐賀ビル一階に移転。（本社と中央制御局はそのままニュー寺本ビルに残った）
  - 3月 - 加入台数が約26400台に達する。
- 2000年
  - 1月 - 加入台数が約7600台に落ち込む。（ピーク時の約三割以下）
  - 3月10日 - 8月末をめどにポケベル事業から撤退すると発表。同日、当時の郵政相にポケベルの新規加入申し込み受け付けの停止を申請。
  - 8月31日 - 臨時株主総会を開き、事業を廃止し[4]、9月1日付で会社を解散することを決定。
  - 9月1日 - 解散。

## その他
- 当時、他の事業者の半数以上が負債超過による特別清算であったが、同社は過剰な設備投資を抑えるなどしていたため、通常清算での手続きが進められた。
- 同じ2000年3月10日には大分テレメッセージも事業撤退を発表している。

## 通信端末
詳細はテレメッセージ内の通信端末を参照のこと。